# شهرستان ایدا (آیووا)
شهرستان ایدا، آیووا (به انگلیسی: Ida County, Iowa) شهرستانی در ایالات متحده آمریکا است که در آیووا واقع شده‌است.

## خصوصیات
شهرستان ایدا ۱٬۱۱۸٫۸۸ کیلومترمربع مساحت دارد.